# Keyes (Oklahoma)
Pour les articles homonymes, voir Keyes.
La ville de Keyes est située dans le comté de Cimarron, dans l’État de l’Oklahoma, aux États-Unis. Sa population s’élevait à 324 habitants lors du recensement de 2010, estimée à 288 habitants en 2015.

## Source
- (en) Cet article est partiellement ou en totalité issu de l’article de Wikipédia en anglais intitulé « Keyes, Oklahoma » (voir la liste des auteurs).

1. ↑  « Annual Estimates of the Resident Population for Incorporated Places: April 1, 2010 to July 1, 2015 » [archive du 2 juin 2016] (consulté le 2 juillet 2016)
2. ↑  « Census of Population and Housing » [archive du 26 avril 2015], Census.gov (consulté le 4 juin 2016)